# David Hausmann (Fechter)
David Hausmann (* 5. April 1979 in Aachen) ist ein ehemaliger deutscher Florettfechter des OFC Bonn. Er begann seine Laufbahn unter Herbert Wagner als Trainer und war von 1998 bis 1999 Bundeswehrsportler der Sportfördergruppe Köln-Wahn. Hausmann wurde 1999 in der Altersklasse „Junioren“ sowohl Deutscher Meister als auch Weltmeister. Im Jahr 2000 nahm er für Deutschland an den Olympischen Spielen in Sydney teil und erreichte Rang 6 im Mannschaftswettbewerb.
Hausmann ist heute als Sportmediziner und Mannschaftsarzt tätig.

## Erfolge
- 1999 Weltmeisterschaft (Junioren) in Keszthely, 1. Platz Einzel[5]
- 1999 Weltmeisterschaft (Junioren) in Keszthely, 1. Platz Team[1]
- 2000 Olympische Sommerspiele in Sydney, 6. Platz Team[6]
- 2001 Deutsche Meisterschaft in Osnabrück, 3. Platz Einzel[1]
- 2001 Weltcup-Turnier Löwe von Bonn, 1. Platz[1]